# Diocesi di Doara
La diocesi di Doara (in latino Dioecesis Doarensis) è una sede soppressa del patriarcato di Costantinopoli e sede titolare della Chiesa cattolica.

## Storia
Doara, identificata con il villaggio di Duvarlı, nel comune di Çiftlik (distretto omonimo), in Turchia, è un'antica sede episcopale della provincia romana della Cappadocia Terza nella diocesi civile del Ponto e nel patriarcato di Costantinopoli.
Originariamente suffraganea dell'arcidiocesi di Tiana, dal 536 entrò a far parte della provincia ecclesiastica di Mocisso. È documentata nelle Notitiae episcopatuum del patriarcato fino al XII secolo.
Sono noti alcuni vescovi di questa diocesi. Giorgio, vescovo ariano, è menzionato in una lettera di san Basilio del 376 come un uomo corrotto; fu destituito e sostituito da un altro ariano, di cui non si conosce il nome (secondo Gams il suo nome è Stefano). In una lettera di Gregorio di Nazianzo è menzionato il vescovo Eulalio, che viene lodato per la sua fedeltà alla vera fede contro i danni provocati a Doara dagli ariani. Anebrio sottoscrisse la lettera dei vescovi della Cappadocia Terza all'imperatore Leone (458) in seguito all'uccisione del patriarca alessandrino Proterio. Giovanni prese parte al concilio di Gerusalemme nel 536. Teodoro fu tra i padri del concilio del 680 e di quello detto in Trullo del 692. Bardanios prese parte al secondo concilio di Nicea nel 787. Tra le opere attribuite a Giovanni Damasceno (670-749), c'è anche una epistula Petri Mansur ad Zachariam episcopum Doarorum, presumibilmente un vescovo di Doara dell'VIII secolo.
Dal XX secolo Doara è annoverata tra le sedi vescovili titolari della Chiesa cattolica; la sede è vacante dal 25 novembre 1980.

## Cronotassi

### Vescovi greci
- Giorgio † (menzionato nel 375 circa) (vescovo ariano)
- Anonimo (Stefano) † (menzionato nel 376) (vescovo ariano)

- Eulalio †
- Anebrio † (menzionato nel 458)
- Giovanni † (menzionato nel 536)
- Teodoro † (prima del 680 - dopo il 692)[4]
- Bardanios † (menzionato nel 787)[5]
- Zaccaria † (VIII secolo)[6]

### Vescovi titolari
- Francisco María Campos y Ángeles † (5 gennaio 1923 - 29 giugno 1945 deceduto)
- Robert Picard de la Vacquerie † (16 luglio 1946 - 27 agosto 1951 nominato vescovo di Orléans)
- Aleksander Mościcki † (6 febbraio 1952 - 25 novembre 1980 deceduto)